# Betul
För andra betydelser, se Betul (olika betydelser).
Betul är en stad i den indiska delstaten Madhya Pradesh och är centralort i ett distrikt med samma namn. Folkmängden uppgick till 103 330 invånare vid folkräkningen 2011.